# Каміль Жордан
Марі́ Енмо́н Камі́ль Жорда́н (фр. Marie Ennemond Camille Jordan, 5 січня 1838 — 22 січня 1922) — французький математик, відомий завдяки своїм фундаментальним роботам в теорії груп та «Курсу аналізу». Народився в Ліоні і навчався в Політехнічній школі. За освітою інженер; пізніше викладав в Політехнічній школі та Коллеж де Франс.
Основні праці Жордана:
- Теорема Жордана про криву, топологічний результат в комплексному аналізі;
- Жорданова нормальна форма в лінійній алгебрі;
- Міра Жордана використовується в математичному аналізі для побудови інтеграла Рімана;
- Теорема Жордана—Гьольдера є одним з основних результатів теорії груп.

Жордан також займався теорією Галуа. Він досліджував групи Матью, першим навів приклади спорадичних груп.
Каміля Жордана не слід плутати із німецьким геодезистом Вільгелем Йорданом (метод Гауса — Жордана) та німецьким фізиком Паскуалем Йорданом (алгебра Йордана).
На його честь названо астероїд 25593 Камільжордан.